# 1. Fußball-Club Nürnberg Verein für Leibesübungen 2022-2023
Questa voce raccoglie le informazioni riguardanti il 1. Fußball-Club Nürnberg Verein für Leibesübungen nelle competizioni ufficiali della stagione 2022-2023.

## Stagione
Nella stagione 2022-2023 il Norimberga, allenato da Robert Klauß, Markus Weinzierl e Dieter Hecking, concluse il campionato di 2. Bundesliga al 14º posto. In Coppa di Germania il Norimberga fu eliminato al quarti di finale dallo Stoccarda.

## Rosa
| N. |                     | Ruolo | Calciatore            |
| -- | ------------------- | ----- | --------------------- |
| 1  | Germania (bandiera) | P     | Carl Klaus            |
| 3  | Togo (bandiera)     | D     | Sadik Fofana          |
| 4  | Galles (bandiera)   | D     | James Lawrence        |
| 5  | Germania (bandiera) | C     | Johannes Geis         |
| 6  | Germania (bandiera) | C     | Lino Tempelmann       |
| 7  | Germania (bandiera) | A     | Felix Lohkemper       |
| 8  | Germania (bandiera) | C     | Taylan Duman          |
| 9  | Germania (bandiera) | C     | Danny Blum            |
| 10 | Norvegia (bandiera) | C     | Mats Møller Dæhli     |
| 11 | Germania (bandiera) | A     | Erik Shuranov         |
| 13 | Germania (bandiera) | D     | Erik Wekesser         |
| 14 | Germania (bandiera) | A     | Benjamin Goller       |
| 15 | Germania (bandiera) | C     | Fabian Nürnberger     |
| 16 | Germania (bandiera) | D     | Christopher Schindler |
| 17 | Germania (bandiera) | C     | Jens Castrop          |
| 19 | Germania (bandiera) | D     | Florian Hübner        |
| 20 | Germania (bandiera) | A     | Pascal Köpke          |
| 21 | Germania (bandiera) | C     | Florian Flick         |
| 22 | Germania (bandiera) | D     | Enrico Valentini      |

| N. |                        | Ruolo | Calciatore           |
| -- | ---------------------- | ----- | -------------------- |
| 23 | Svizzera (bandiera)    | A     | Kwadwo Duah          |
| 24 | Colombia (bandiera)    | C     | Gustavo Puerta       |
| 25 | Germania (bandiera)    | A     | Shawn Blum           |
| 26 | Germania (bandiera)    | P     | Christian Mathenia   |
| 27 | Germania (bandiera)    | A     | Jermain Nischalke    |
| 28 | Germania (bandiera)    | D     | Jan Gyamerah         |
| 29 | Germania (bandiera)    | D     | Tim Handwerker       |
| 30 | Danimarca (bandiera)   | P     | Peter Vindahl Jensen |
| 31 | Germania (bandiera)    | P     | Jan Reichert         |
| 32 | Germania (bandiera)    | D     | Louis Breunig        |
| 33 | Germania (bandiera)    | A     | Christoph Daferner   |
| 34 | Stati Uniti (bandiera) | C     | Bryang Kayo          |
| 35 | Germania (bandiera)    | D     | Nathaniel Brown      |
| 36 | Germania (bandiera)    | C     | Lukas Schleimer      |
| 37 | Germania (bandiera)    | C     | Niklas Jahn          |
| 38 | Germania (bandiera)    | D     | Jannes Horn          |
| 42 | Turchia (bandiera)     | C     | Can Uzun             |
| 43 | Germania (bandiera)    | D     | Jannik Hofmann       |
| 44 | Germania (bandiera)    | P     | Nikolai Kemlein      |

## Organigramma societario
Area tecnica
- Allenatore: Cristian Fiél
- Allenatore in seconda: Frank Steinmetz
- Preparatore dei portieri: Dennis Neudahm
- Preparatori atletici: Rafael Pollack, Gerald Stürzenhofecker

## Calciomercato

### Sessione estiva
| Acquisti | Acquisti           | Acquisti           | Acquisti |
| R.       | Nome               | da                 | Modalità |
| -------- | ------------------ | ------------------ | -------- |
| D        | James Lawrence     | St. Pauli          |          |
| A        | Shawn Blum         | Kaiserslautern U19 |          |
| D        | Louis Breunig      | Kickers Würzburg   |          |
| D        | Nathaniel Brown    | Norimberga U19     |          |
| A        | Christoph Daferner | Dinamo Dresda      |          |
| A        | Kwadwo Duah        | San Gallo          |          |
| D        | Sadik Fofana       | Bayer Leverkusen   |          |
| D        | Jan Gyamerah       | Amburgo            |          |
| P        | Jan Reichert       | Norimberga II      |          |
| D        | Erik Wekesser      | Jahn Ratisbona     |          |
| A        | Manuel Wintzheimer | Amburgo            |          |

| Cessioni | Cessioni            | Cessioni                  | Cessioni |
| R.       | Nome                | a                         | Modalità |
| -------- | ------------------- | ------------------------- | -------- |
| A        | Manuel Schäffler    | Dinamo Dresda             |          |
| D        | Asger Sørensen      | Sparta Praga              |          |
| A        | Paul-Philipp Besong | Erzgebirge Aue            |          |
| A        | Dennis Borkowski    | Dinamo Dresda             |          |
| D        | Kilian Fischer      | Wolfsburg                 |          |
| P        | Patric Klandt       | Eintracht Francoforte U19 |          |
| D        | Noel Knothe         | FSV Francoforte           |          |
| C        | Tom Krauß           | Schalke 04                |          |
| C        | Tim Latteier        | Bayreuth                  |          |
| D        | Mario Šuver         | Borussia Dortmund II      |          |

### Sessione invernale
| Acquisti | Acquisti             | Acquisti         | Acquisti |
| R.       | Nome                 | da               | Modalità |
| -------- | -------------------- | ---------------- | -------- |
| C        | Gustavo Puerta       | Bayer Leverkusen |          |
| D        | Jannes Horn          | Bochum           |          |
| C        | Florian Flick        | Schalke 04       |          |
| A        | Benjamin Goller      | Werder Brema     |          |
| P        | Peter Vindahl Jensen | AZ Alkmaar       |          |

| Cessioni | Cessioni           | Cessioni               | Cessioni |
| R.       | Nome               | a                      | Modalità |
| -------- | ------------------ | ---------------------- | -------- |
| A        | Manuel Wintzheimer | Eintracht Braunschweig |          |

## Risultati

### 2. Bundesliga

#### Girone di andata
| Arbitro: | Heft |

|                                             |           |                        |
| Irvine 24’ Paqarada 37’ (rig.) Daschner 39’ | Marcatori | 46’ Duah 90’ Valentini |

| Arbitro: | Stegemann |

|                              |           |  |
| Daferner 15’ Wintzheimer 81’ | Marcatori |  |

| Ratisbona 6 agosto 2022, ore 13:00 CEST 3ª giornata | Jahn Ratisbona | 0 – 0 referto | Norimberga | Jahnstadion Regensburg (15 210 spett.)\| Arbitro: \| Schlager \| |
| Arbitro:                                            | Schlager       |               |            |                                                                  |

| Arbitro: | Lechner |

|  |           |                                 |
|  | Marcatori | 44’ Thomalla 49’ Beck 80’ Beste |

| Arbitro: | Burda |

|            |           |                       |
| Ajdini 33’ | Marcatori | 49’ Daferner 90’ Duah |

| Arbitro: | Zwayer |

|  |           |                          |
|  | Marcatori | 37’ Vušković 90’ Glatzel |

| Arbitro: | Alt |

|                                       |           |                      |
| Kaufmann 13’, 61’ Ujah 44’ Pherai 59’ | Marcatori | 10’ Castrop 29’ Duah |

| Arbitro: | Sather |

|                |           |  |
| Tempelmann 90’ | Marcatori |  |

| Arbitro: | Dingert |

|                    |           |  |
| Kempe 8’ Tietz 27’ | Marcatori |  |

| Arbitro: | Kampka |

|                                        |           |  |
| Schleusener 45’ Heise 78’ Wanitzek 81’ | Marcatori |  |

| Arbitro: | Gerach |

|                             |           |                              |
| Tempelmann 39’ Daferner 90’ | Marcatori | 62’, 80’ Skrzybski 65’ Reese |

| Arbitro: | Haslberger |

|  |           |          |
|  | Marcatori | 47’ Duah |

| Norimberga 22 ottobre 2022, ore 13:00 CEST 13ª giornata | Norimberga | 0 – 0 referto | Hannover 96 | Max-Morlock-Stadion (28 422 spett.)\| Arbitro: \| Zwayer \| |
| Arbitro:                                                | Zwayer     |               |             |                                                             |

| Kaiserslautern 29 ottobre 2022, ore 13:10 CEST 14ª giornata | Kaiserslautern | 0 – 0 referto | Norimberga | Fritz-Walter-Stadion (46 895 spett.)\| Arbitro: \| Bacher \| |
| Arbitro:                                                    | Bacher         |               |            |                                                              |

| Arbitro: | Winter |

|                    |           |                         |
| Reimann 64’ (aut.) | Marcatori | 58’, 76’ (rig.) Piccini |

| Arbitro: | Braun |

|             |           |               |
| Fröling 90’ | Marcatori | 5’ Nürnberger |

| Arbitro: | Kampka |

|               |           |             |
| Duah 36’, 55’ | Marcatori | 64’ Justvan |

#### Girone di ritorno
| Arbitro: | Sather |

|  |           |           |
|  | Marcatori | 33’ Medić |

| Arbitro: | Stieler |

|          |           |  |
| Ache 90’ | Marcatori |  |

| Arbitro: | Aarnink |

|               |           |  |
| Valentini 56’ | Marcatori |  |

| Arbitro: | Exner |

|                                          |           |  |
| Kleindienst 18’, 23’, 38’, 81’ Busch 86’ | Marcatori |  |

| Arbitro: | Braun |

|                 |           |  |
| Duah 86’ (rig.) | Marcatori |  |

| Arbitro: | Reichel |

|                                      |           |  |
| Dompé 19’ Reis 52’ Königsdörffer 90’ | Marcatori |  |

| Arbitro: | Gerach |

|                         |           |  |
| Hübner 69’ Gyamerah 81’ | Marcatori |  |

| Arbitro: | Petersen |

|                     |           |                       |
| Okugawa 6’ Klos 23’ | Marcatori | 57’ Duah 90’ Shuranov |

| Arbitro: | Waschitzki-Günther |

|  |           |                      |
|  | Marcatori | 31’ (aut.) Schindler |

| Arbitro: | Haslberger |

|                 |           |              |
| Duah 90’ (rig.) | Marcatori | 26’ Kaufmann |

| Arbitro: | Braun |

|                         |           |               |
| Skrzybski 19’ Reese 39’ | Marcatori | 65’ Lohkemper |

| Arbitro: | Storks |

|                    |           |  |
| Brown 10’ Duah 90’ | Marcatori |  |

| Arbitro: | Hempel |

|                               |           |  |
| Börner 43’ Köhn 49’ Beier 70’ | Marcatori |  |

| Arbitro: | Exner |

|                               |           |                                  |
| Dæhli 4’ Castrop 35’ Duah 50’ | Marcatori | 40’ Boyd 88’ Niehues 90’ Klement |

| Arbitro: | Zwayer |

|                          |           |                    |
| Horn 34’ (aut.) Ceka 68’ | Marcatori | 54’, 81’ Lohkemper |

| Norimberga 21 maggio 2023, ore 13:30 CEST 33ª giornata | Norimberga | 0 – 0 referto | Hansa Rostock | Max-Morlock-Stadion (38 579 spett.)\| Arbitro: \| Reichel \| |
| Arbitro:                                               | Reichel    |               |               |                                                              |

| Arbitro: | Stegemann |

|  |           |               |
|  | Marcatori | 20’ Schleimer |

### Coppa di Germania
| Arbitro: | Kampka |

|  |           |                        |
|  | Marcatori | 45’ Geis 84’ Valentini |

| Arbitro: | Dingert |

|  |           |                   |
|  | Marcatori | 63’ (aut.) Gohlke |

| Arbitro: | Jöllenbeck |

|                                        |                      |                                    |
| Duman 90’                              | Marcatori            | 33’ Kownacki                       |
| Geis Duman Gyamerah Schindler Shuranov | Tiri di rigore 5 – 3 | Kastenmeier Klarer Hendrix Niemiec |

| Arbitro: | Siebert |

|  |           |            |
|  | Marcatori | 83’ Millot |

## Statistiche

### Statistiche di squadra
| Competizione      | Punti | In casa | In casa | In casa | In casa | In casa | In casa | In trasferta | In trasferta | In trasferta | In trasferta | In trasferta | In trasferta | Totale | Totale | Totale | Totale | Totale | Totale | DR  |
| Competizione      | Punti | G       | V       | N       | P       | Gf      | Gs      | G            | V            | N            | P            | Gf           | Gs           | G      | V      | N      | P      | Gf     | Gs     | DR  |
| ----------------- | ----- | ------- | ------- | ------- | ------- | ------- | ------- | ------------ | ------------ | ------------ | ------------ | ------------ | ------------ | ------ | ------ | ------ | ------ | ------ | ------ | --- |
| 2. Bundesliga     | 39    | 17      | 7       | 4       | 6       | 18      | 17      | 17           | 3            | 5            | 9            | 14           | 32           | 34     | 10     | 9      | 15     | 32     | 49     | -17 |
| Coppa di Germania | -     | 2       | 0       | 1       | 1       | 1       | 2       | 2            | 2            | 0            | 0            | 3            | 0            | 4      | 2      | 1      | 1      | 4      | 2      | +2  |
| Totale            | 39    | 19      | 7       | 5       | 7       | 19      | 19      | 19           | 5            | 5            | 9            | 17           | 32           | 38     | 12     | 10     | 16     | 36     | 51     | -15 |

### Andamento in campionato
| Giornata  | 1  | 2 | 3  | 4  | 5  | 6  | 7  | 8  | 9  | 10 | 11 | 12 | 13 | 14 | 15 | 16 | 17 | 18 | 19 | 20 | 21 | 22 | 23 | 24 | 25 | 26 | 27 | 28 | 29 | 30 | 31 | 32 | 33 | 34 |
| --------- | -- | - | -- | -- | -- | -- | -- | -- | -- | -- | -- | -- | -- | -- | -- | -- | -- | -- | -- | -- | -- | -- | -- | -- | -- | -- | -- | -- | -- | -- | -- | -- | -- | -- |
| Luogo     | T  | C | T  | C  | T  | C  | T  | C  | T  | T  | C  | T  | C  | T  | C  | T  | C  | C  | T  | C  | T  | C  | T  | C  | T  | C  | C  | T  | C  | T  | C  | T  | C  | T  |
| Risultato | P  | V | N  | P  | V  | P  | P  | V  | P  | P  | P  | V  | N  | N  | P  | N  | V  | P  | P  | V  | P  | V  | P  | V  | N  | P  | N  | P  | V  | P  | N  | N  | N  | V  |
| Posizione | 11 | 7 | 11 | 13 | 12 | 12 | 14 | 11 | 13 | 14 | 16 | 14 | 13 | 14 | 17 | 17 | 11 | 13 | 16 | 13 | 13 | 12 | 13 | 12 | 12 | 13 | 13 | 14 | 13 | 13 | 14 | 15 | 15 | 14 |

Legenda:

Luogo: C = Casa; T = Trasferta. Risultato: V = Vittoria; N = Pareggio; P = Sconfitta.

### Statistiche dei giocatori
| Giocatore      | 2. Bundesliga | 2. Bundesliga | 2. Bundesliga | 2. Bundesliga | Coppa di Germania | Coppa di Germania | Coppa di Germania | Coppa di Germania | Totale   | Totale | Totale      | Totale     |
| Giocatore      | Presenze      | Reti          | Ammonizioni   | Espulsioni    | Presenze          | Reti              | Ammonizioni       | Espulsioni        | Presenze | Reti   | Ammonizioni | Espulsioni |
| -------------- | ------------- | ------------- | ------------- | ------------- | ----------------- | ----------------- | ----------------- | ----------------- | -------- | ------ | ----------- | ---------- |
| D. Blum        | 1             | 0             | 0             | 0             | 0                 | 0                 | 0                 | 0                 | 1        | 0      | 0           | 0          |
| S. Blum        | 1             | 0             | 0             | 0             | 0                 | 0                 | 0                 | 0                 | 1        | 0      | 0           | 0          |
| L. Breunig     | 1             | 0             | 1             | 0             | 0                 | 0                 | 0                 | 0                 | 1        | 0      | 1           | 0          |
| N. Brown       | 11            | 1             | 1             | 0             | 0                 | 0                 | 0                 | 0                 | 11       | 1      | 1           | 0          |
| J. Castrop     | 29            | 2             | 4             | 1             | 4                 | 0                 | 1                 | 0                 | 33       | 2      | 5           | 1          |
| C. Daferner    | 29            | 3             | 3             | 0             | 4                 | 0                 | 0                 | 0                 | 33       | 3      | 3           | 0          |
| K. Duah        | 33            | 11            | 3             | 0             | 4                 | 0                 | 0                 | 0                 | 37       | 11     | 3           | 0          |
| T. Duman       | 15            | 0             | 3             | 0             | 3                 | 1                 | 0                 | 0                 | 18       | 1      | 3           | 0          |
| M. Dæhli       | 30            | 1             | 1             | 0             | 4                 | 0                 | 1                 | 0                 | 34       | 1      | 2           | 0          |
| F. Flick       | 16            | 0             | 2             | 0             | 1                 | 0                 | 1                 | 1                 | 17       | 0      | 3           | 1          |
| S. Fofana      | 19            | 0             | 4             | 0             | 1                 | 0                 | 0                 | 0                 | 20       | 0      | 4           | 0          |
| J. Geis        | 30            | 0             | 5             | 0             | 4                 | 1                 | 0                 | 0                 | 34       | 1      | 5           | 0          |
| B. Goller      | 7             | 0             | 1             | 0             | 0                 | 0                 | 0                 | 0                 | 7        | 0      | 1           | 0          |
| J. Gyamerah    | 25            | 1             | 6             | 0             | 3                 | 0                 | 1                 | 0                 | 28       | 1      | 7           | 0          |
| T. Handwerker  | 8             | 0             | 2             | 0             | 2                 | 0                 | 0                 | 0                 | 10       | 0      | 2           | 0          |
| J. Hofmann     | 0             | 0             | 0             | 0             | 0                 | 0                 | 0                 | 0                 | 0        | 0      | 0           | 0          |
| J. Horn        | 7             | 0             | 2             | 0             | 1                 | 0                 | 1                 | 0                 | 8        | 0      | 3           | 0          |
| F. Hübner      | 18            | 1             | 4             | 0             | 2                 | 0                 | 1                 | 0                 | 20       | 1      | 5           | 0          |
| N. Jahn        | 0             | 0             | 0             | 0             | 0                 | 0                 | 0                 | 0                 | 0        | 0      | 0           | 0          |
| P. Jensen      | 14            | 0             | 1             | 0             | 2                 | 0                 | 0                 | 0                 | 16       | 0      | 1           | 0          |
| B. Kayo        | 2             | 0             | 1             | 0             | 0                 | 0                 | 0                 | 0                 | 2        | 0      | 1           | 0          |
| N. Kemlein     | 0             | 0             | 0             | 0             | 0                 | 0                 | 0                 | 0                 | 0        | 0      | 0           | 0          |
| C. Klaus       | 3             | 0             | 0             | 0             | 1                 | 0                 | 0                 | 0                 | 4        | 0      | 0           | 0          |
| P. Köpke       | 7             | 0             | 0             | 0             | 0                 | 0                 | 0                 | 0                 | 7        | 0      | 0           | 0          |
| J. Lawrence    | 21            | 0             | 0             | 0             | 3                 | 0                 | 0                 | 0                 | 24       | 0      | 0           | 0          |
| F. Lohkemper   | 20            | 3             | 1             | 0             | 2                 | 0                 | 0                 | 0                 | 22       | 3      | 1           | 0          |
| C. Mathenia    | 17            | 0             | 1             | 0             | 1                 | 0                 | 1                 | 0                 | 18       | 0      | 2           | 0          |
| J. Nischalke   | 3             | 0             | 1             | 0             | 1                 | 0                 | 0                 | 0                 | 4        | 0      | 1           | 0          |
| F. Nürnberger  | 24            | 1             | 7             | 0             | 3                 | 0                 | 1                 | 0                 | 27       | 1      | 8           | 0          |
| G. Puerta      | 0             | 0             | 0             | 0             | 0                 | 0                 | 0                 | 0                 | 0        | 0      | 0           | 0          |
| J. Reichert    | 0             | 0             | 0             | 0             | 0                 | 0                 | 0                 | 0                 | 0        | 0      | 0           | 0          |
| C. Schindler   | 26            | 0             | 3             | 0             | 4                 | 0                 | 0                 | 0                 | 30       | 0      | 3           | 0          |
| L. Schleimer   | 15            | 1             | 1             | 0             | 1                 | 0                 | 1                 | 0                 | 16       | 1      | 2           | 0          |
| E. Shuranov    | 16            | 1             | 2             | 0             | 3                 | 0                 | 0                 | 0                 | 19       | 1      | 2           | 0          |
| A. Sørensen    | 1             | 0             | 1             | 0             | 0                 | 0                 | 0                 | 0                 | 1        | 0      | 1           | 0          |
| L. Tempelmann  | 31            | 2             | 6             | 0             | 3                 | 0                 | 0                 | 0                 | 34       | 2      | 6           | 0          |
| C. Uzun        | 3             | 0             | 0             | 0             | 0                 | 0                 | 0                 | 0                 | 3        | 0      | 0           | 0          |
| E. Valentini   | 20            | 2             | 5             | 1             | 3                 | 1                 | 0                 | 0                 | 23       | 3      | 5           | 1          |
| E. Wekesser    | 17            | 0             | 4             | 0             | 2                 | 0                 | 1                 | 0                 | 19       | 0      | 5           | 0          |
| M. Wintzheimer | 11            | 1             | 0             | 0             | 2                 | 0                 | 0                 | 0                 | 13       | 1      | 0           | 0          |